# Tricyphona hannai
Tricyphona hannai är en tvåvingeart. Tricyphona hannai ingår i släktet Tricyphona och familjen hårögonharkrankar.

## Underarter
Arten delas in i följande underarter:
- T. h. antennata
- T. h. hannai